# Estatua de Alabay
La Estatua de Alabay (en turcomano: Alabaý heýkeli) es una estatua hecha de oro con 15 metros de altura ubicada en Asjabad, la capital de Turkmenistán. La estatua fue inaugurada el 10 de noviembre del año 2020 y fue creada por el artista turcomano Sargart Babaev con la iniciativa del presidente Gurbanguly Berdimuhamedow. 

## La estatua
La estatua mide 15 metros de alto, el perro mide 6 metros mientras que el pedestal 9 metros, y tiene 36 metros de diámetro. El perro de la estatua es un Pastor de Asia Central, una raza muy común en Turkmenistán y conocido localmente como Alabay, que está hecho de oro. El pedestal contiene una pantalla LCD donde se muestran un videos de olabays jugando. El costo de la estatua es desconocido.
El monumento está ubicado a una rotonda en la Avenida Magtymguly, entre las calles de Taslama y Teherán.
Es la estatua más grande de oro para un perro.

## Historia
La idea de la estatua surgió en 2017 por Gurbanguly Berdimuhamedow y se presentaron varios diseños en octubre del mismo año.
Berdimuhamedow anunció la construcción de la estatua en noviembre de 2019, y sería creada por el escultor Sargart Babaev. La construcción finalizó el 10 de noviembre. 
Se hizo una ceremonia de inauguración el 12 de noviembre en el lugar donde queda la estatua, en donde asistió el presidente Berdimuhamedow, los participantes de la ceremonia leyeron un poema y cantaron una canción sobre el perro y el presidente, sosteniendo un libro escrito por Berdimuhamedow sobre el Alabay. Durante la ceremonia, un joven recibió un perro.
El Comité Estatal de Televisión, Radiodifusión y Cinematografía de Turkmenistán publicó un video de la ceremonia de apertura en su canal de YouTube. Pero con los comentarios y las puntuaciones estaban desactivadas, como el resto de videos del canal. Según informes de los medios de comunicación turcomanos, la estatua simboliza el "orgullo y la confianza en sí mismo" del perro.

## Polémica
Se ha criticado a la estatua porque en un momento en que la mayoría de la población turcomana vive bajo el umbral de la pobreza y una falta de alimentos generalizada en el país, el presidente haya construido una estatua de oro. se desconoce cuánto dinero se gastó en la estatua. La inauguración de la estatua de Alabay y su autor, Sargart Babayev, ha sido ampliamente criticados en medios extranjeros.